# Euro Elixir
Euro Elixir – system rozliczeń międzybankowych, który od 2005 umożliwia dokonywanie przelewów w euro w relacjach krajowych i międzynarodowych. Uruchomiony i obsługiwany przez KIR, funkcjonuje w ramach zintegrowanej infrastruktury jednolitego obszaru płatności w euro. Przelewy w euro są przesyłane między bankami zgodnie z jednolitymi standardami Unii Europejskiej. Statystyki systemu Euro Elixir cyklicznie prezentuje Narodowy Bank Polski.
Dzięki połączeniu z paneuropejską izbą rozliczeniową STEP2 Euro Elixir umożliwia realizację transakcji międzybankowych przeprowadzanych ze wszystkimi krajami członkowskimi Unii Europejskiej oraz z krajami zrzeszonymi w Europejskim Stowarzyszeniu Wolnego Handlu, do którego należą Islandia, Liechtenstein, Norwegia oraz Szwajcaria, a także z Monako i San Marino. W 2008 Euro Elixir stał się częścią  jednolitego obszaru płatności w euro jako SEPA CT Scheme Compliant Automated Clearing House, którym zarządza Europejska Rada Płatności (European Payments Council). Dalsze dostosowanie Euro Elixir do standardów obowiązujących w Europie doprowadziło do przeniesienia rozrachunku na TARGET2 (platformę rozrachunkową Europejskiego Banku Centralnego) oraz do dywersyfikacji kanałów rozliczeniowych z wykorzystaniem sieci EACHA.